# Bentonia
Bentonia es un pueblo del condado de Yazoo en el estado de Misisipi (Estados Unidos). En el año 2020 tenía una población de 319 habitantes en una superficie de 3.5 km², con una densidad poblacional de 141.3 personas por km².

## Geografía
Bentonia se encuentra ubicado en las coordenadas 32°38′38″N 90°22′5″O / 32.64389, -90.36806. Según la Oficina del Censo, el pueblo tiene un área total de 3,5 km² (1,4 mi²), de la cual 3,5 km² (1,4 mi²) es tierra y 0 km² (0 mi²) es agua.

### Localidades adyacentes
El siguiente diagrama muestra a las localidades en un radio de 32 kilómetros (19,9 mi) de Bentonia.

## Demografía
Para el censo de 2020, había 319 personas, 203 hogares y 130 familias en la localidad. La densidad de población era 141.3 hab/km².
En el 2000 la renta per cápita promedia del hogar era de $ 21.458 y el ingreso promedio para una familia era de $39.583. El ingreso per cápita para la localidad era de $12.440. En 2000 los hombres tenían un ingreso per cápita de $28.000 contra $26.875 para las mujeres. Alrededor del 27.4% de la población estaba bajo el umbral de pobreza nacional.